# Peta Hughes
Pour les articles homonymes, voir Hughes.
Peta Hughes, née le 29 mars 1987 à Nambour, est une joueuse professionnelle de squash représentant l'Australie. Elle atteint en octobre 2007 la 35e place mondiale, son meilleur classement.

## Biographie
Peta Hughes joue de 2005 à 2007 sur le WSA World Tour et remporte un titre pendant cette période. Elle remporte le Naracoorte Open en juin 2007 alors qu'elle vient d'abandonner les rangs junior,. Elle atteint également trois autres finales sur le World Tour, toutes en Australie. En octobre 2007, elle est classée 35e au niveau mondial. Peta Hughes représente l'Australie aux championnats du monde de double et de mixte en 2006, mais ne réussit pas à passer le premier tour en double. 